# Самачабло
42°13′35″ пн. ш. 43°58′10″ сх. д. / 42.226388888889° пн. ш. 43.969444444444° сх. д.
Самачабло (груз. სამაჩაბლო) — грузинська історична область у краю Шида-Картлі, на території якої сьогодні розташована частково визнана держава Південна Осетія, створена Росією внаслідок окупації частини Грузії. Назва Самарчабло походить від аристократичної родини Мачабелі, що колись володіли землями в цій області. Термін повернувся у вжиток серед грузинів після грузинсько-осетинського конфлікту кінця 1980-их — початку 1990-их й відтоді має напівофіційне значення. Цю територію також називають Цхінвальським регіоном (Цхінвалі — головне місто області).